# 13123 Tyson
13123 Tyson este o planetă minoră (asteroid), cu un diametru de 10,875 km, din centura de asteroizi. A fost descoperită pe 16 mai 1994 la Observatorul Palomar de Carolyn S. Shoemaker și a fost numită după Neil deGrasse Tyson. 
Obiectul prezintă o orbită caracterizată de o semiaxă mare de 2,3590807 UAi, o excentricitate de 0,27, o înclinație de 23,29098 ° în raport cu ecliptica.